# Verkenningsvliegtuig

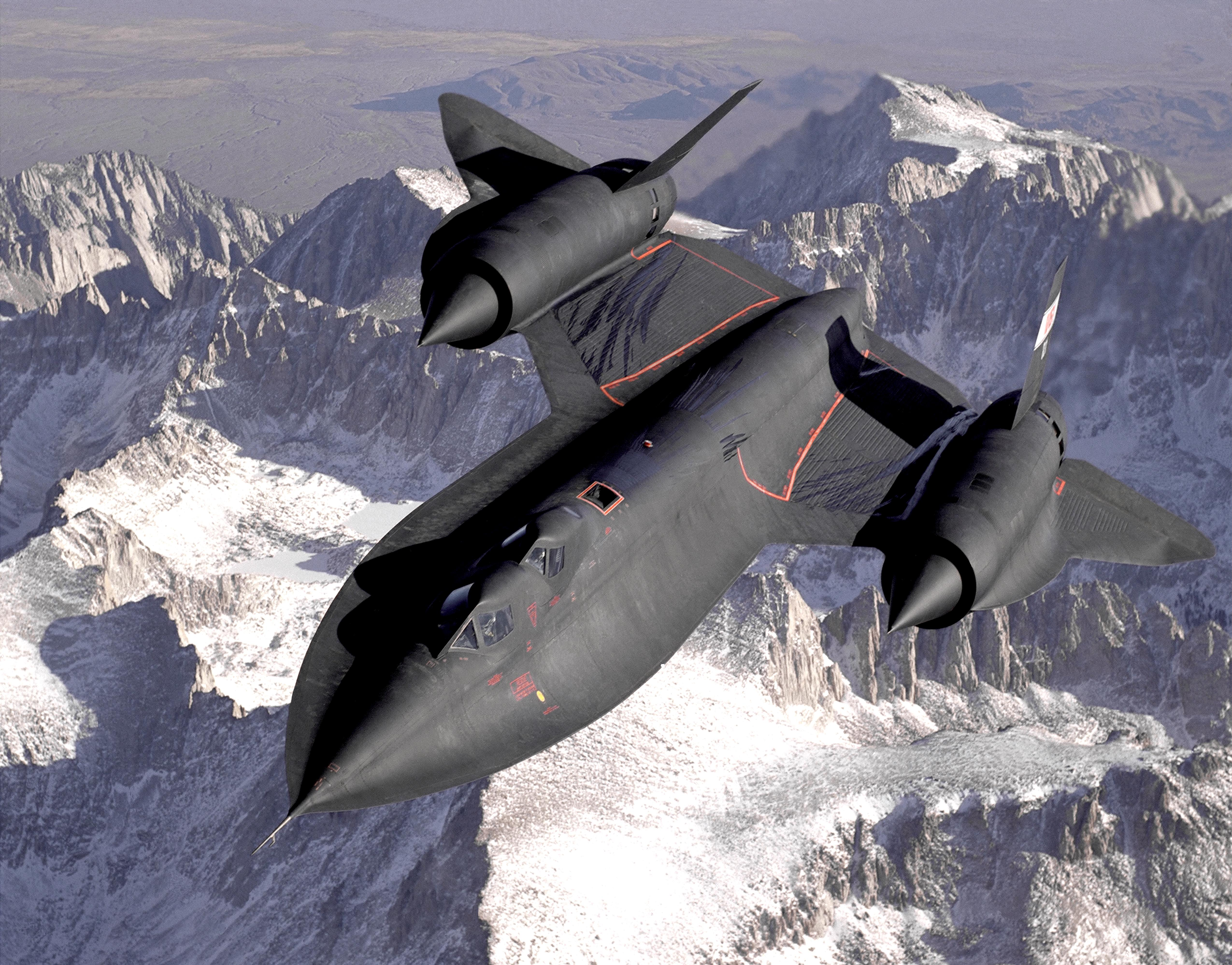
verkenningsvliegtuig, Lockheed SR-71

Een verkenningsvliegtuig of spionagevliegtuig is een vliegtuig dat gebruikt wordt voor verkenning van land, zee of lucht.
Verkenning van uit de lucht is in de loop der tijd steeds belangrijker geworden. In het verleden waren verkenningsvliegtuigen vaak omgebouwde bommenwerpers of werd de blauwdruk van een bommenwerper ook voor het verkenningsvliegtuig gemaakt.
In de jaren ’50, aan het begin van de Koude Oorlog had de Amerikaanse regering een grote behoefte aan strategische verkenningscapaciteit om de omvang vast te stellen van de bewapening van de nieuwe vijand, de Sovjet-Unie.
Omdat de Russische luchtafweer rond die tijd vrij simpel was, koos men ervoor om hierbij bewust de grenzen van de Sovjet-Unie te schenden en werd gezocht naar een toestel dat langdurig op meer dan 20 km hoogte kon vliegen. Op die hoogte zou het toestel onbereikbaar zijn voor de Russische jachtvliegtuigen en luchtdoelraketten uit die tijd. In die tijd werd onder andere de Lockheed U-2 ontwikkeld. In de jaren ‘60 was er behoefte aan een zeer snel vliegend verkenningsvliegtuig, en werd de Lockheed SR-71 (Blackbird) ontwikkeld.
In 2019 wordt naast het verkenningsvliegtuig steeds meer gebruik gemaakt van spionagesatellieten voor het in de gaten houden van vreemde mogendheden.
Vliegtuigbouwers zoals Heinkel en Lockheed hebben verschillende typen verkenningsvliegtuigen gemaakt.